# Hai Lam (cầu thủ bóng đá)
Hai Lam (sinh ngày 11 tháng 1 năm 1983) là một hậu vệ người Na Uy hiện đang chơi cho Ham-Kam.
Anh ấy sinh ra tại Hamar, tham gia đội cấp cao của Hamarkameratene từ đội tuyển cấp thấp của câu lạc bộ này năm 2001, và xuất hiện lần đầu tại giải vào ngày 12 tháng 6 năm 2001 đấu với đội FK Oslo Øst. Sau đó anh ấy chơi với Hamarkameratene tại Giải bóng đá vô địch quốc gia Na Uy. Trước mùa giải năm 2007 anh ấy tham gia Nybergsund IL. Anh ấy quay lại Hamarkameratene trước mùa giải năm 2010.
Anh là người gốc Việt Nam.